# Hans-Peter Zaugg
Hans-Peter Zaugg, conocido como Bidu (n. 2 de diciembre de 1952), es un exfutbolista suizo y actualmente es entrenador de fútbol.
A partir de 1990 fue contratado por la Asociación Suiza de Fútbol. Fue asistente de los entrenadores nacionales Roy Hodgson, Artur Jorge, Rolf Fringer y Gilbert Gress. En el año 2000 se hizo cargo del equipo de manera interina.
Zaugg pasó a ser entrenador del Grasshopper de Zúrich y les guio a la victoria en el campeonato suizo. Fue relevado por Marcel Koller. Desde 2003 hasta 17 de octubre de 2005 trabajó en Berna, con el BSC Young Boys. En enero de 2006 fue elegido director deportivo del Neuchâtel Xamax. En diciembre de 2006 firmó un contrato como entrenador de Liechtenstein y se convirtió en el sucesor de Martin Andermatt. Es entrenador del FC Solothurn desde el 2 de diciembre de 2015 y fue nombrado jefe de deportes en 2017.

## Trayectoria como jugador
- FC Rot-Weiss Bümpliz (1963 - 1973)
- Neuchâtel Xamax (1973 - 1978)
- FC Bern (1978 - 1980)

## Trayectoria como entrenador
- FC Zollikofen (1980 - 1983)
- FC Aarberg (1983 - 1985)
- FC Rapid Ostermundigen (1985 - 1988)
- SC Bümpliz 78 (1988 - 1990)
- Selección de Suiza (Entrenador juvenil) (1990 - 2000)
- Selección de Suiza (Entrenador asistente) (1992 - 1999)
- Selección de Suiza (Entrenador interino) (febrero de 2000 - abril de 2000)
- Grasshopper-Club Zürich (2000 - 2001)
- FC Luzern (2002 - 2003)
- BSC Young Boys (2003 - 2005)
- Selección de Liechtenstein (desde diciembre de 2006)